# Fernand Chavannes (aviateur)
Pour les articles homonymes, voir Chavannes.
Ne doit pas être confondu avec Fernand Chavannes.
Fernand Henri Chavannes est un aviateur français, as de l'aviation pendant la Première Guerre mondiale, né le 16 avril 1897 à Paris 16e et mort le 5 octobre 1985 à Châtenay-Malabry,. 
Sous-lieutenant de l'Armée de l'air française, il obtient sept victoires aériennes pendant la Première Guerre mondiale. Il faisait partie de l'escadrille 176 et de l'escadrille 112. Avec son ami Lionel de Marmier, ils pilotaient un SPAD S.XII, mis en circulation au milieu de l'année 1917. Les initiales de leurs noms de famille, M et C, étaient inscrits sur le fuselage. Fernand Chavannes a obtenu la Légion d'honneur, la Médaille militaire ainsi que la Croix de Guerre.
Après la guerre il entre comme pilote de ligne à la Compagnie franco-roumaine de navigation aérienne, puis travaille à la Direction générale de l'aviation civile au Ministère de l'Air. Il devient directeur de la Fédération française aéronautique, après avoir été promu commandant puis lieutenant-colonel.

## Biographie

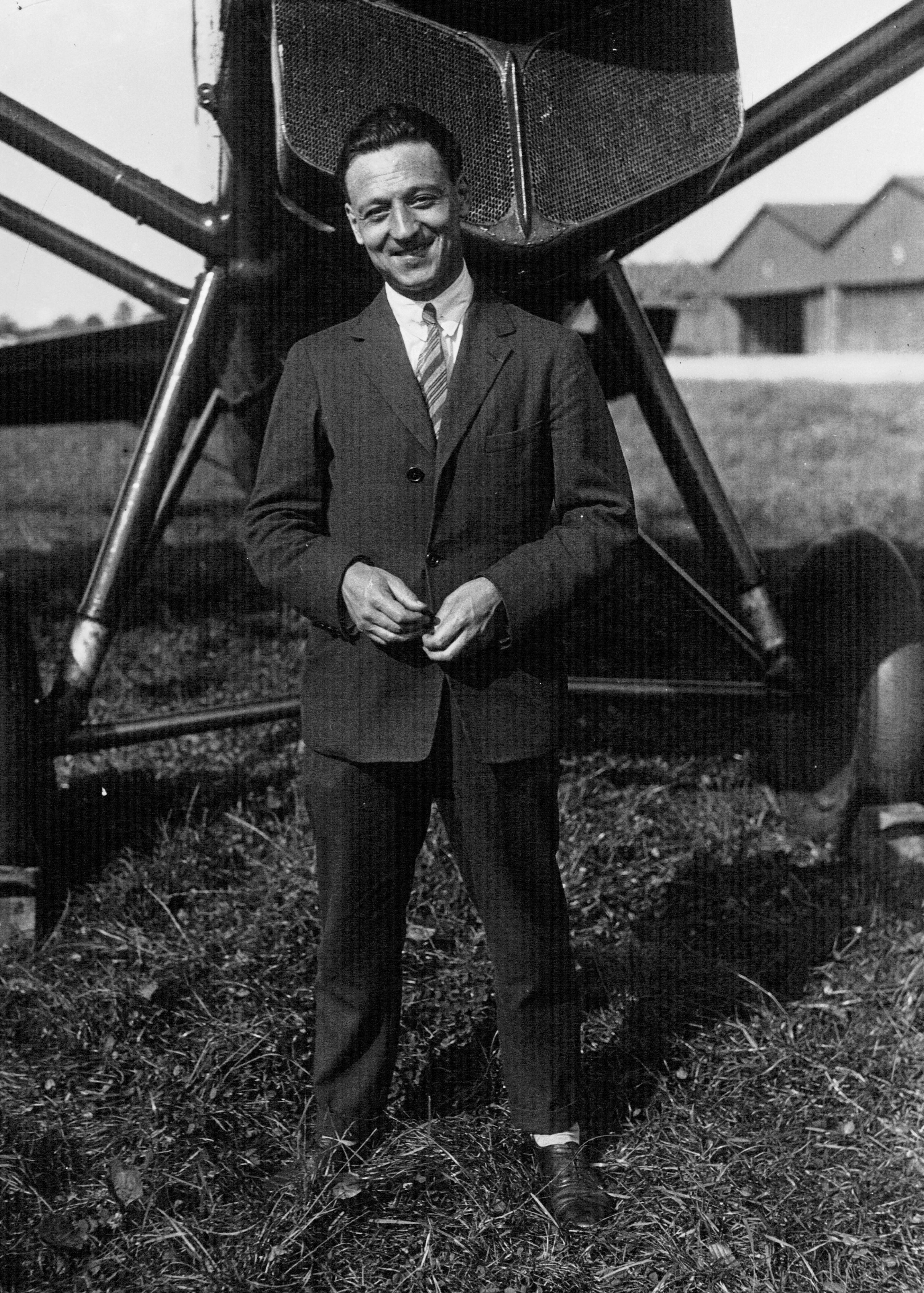
Lionel de Marmier, en 1927.

Un SPAD S.XII.

Fernand Henri Adrien Chavannes naît le 16 avril 1897 dans le 16e arrondissement de Paris, dans une famille de la grande bourgeoisie. Son père, Édouard, est un universitaire de réputation mondiale, membre de l’Institut de France et professeur au Collège de France, où il est l'un des plus grands spécialistes en langues chinoises et mandchoues. 
Le jeune garçon se passionne comme beaucoup de ceux de sa génération pour l’aviation naissante. Trop turbulent au goût de ses parents, il est envoyé en pension dans un établissement scolaire en Suisse allemande et en revient avec une parfaite connaissance de la langue de Goethe. Retrouvant le domicile familial à Fontenay-aux-Roses, il reprend ses études à Paris et obtient son baccalauréat ès sciences. Il envisage d’intégrer la prestigieuse école Lavoisier pour faire des études de physique et de chimie en s'inscrivant en taupe, une classe préparatoire en mathématiques spéciales, quand il est rattrapé par la guerre.
Étant de la classe 1917 qui est appelée de manière anticipée pour combler les énormes pertes de l’armée française, il se retrouve sous les drapeaux le 11 janvier 1916. Passionné d’aviation, il fait des démarches pour rejoindre l’aéronautique militaire. Il est incorporé au 2e groupe d’aviation à Lyon-Bron, en tant que conducteur car il est sans doute l'un des rares appelés à détenir le permis de conduire. Dirigé fin février 1916 vers l’école de pilotage d’Ambérieu pour y servir en tant que mécanicien, il y nettoie les moteurs pendant plusieurs mois et se porte volontaire pour devenir pilote. Avec l'appui de son père auprès de ses relations, il arrive à ses fins et suit les cours de pilotage dans sa propre école, dont il sort breveté avec le grade de caporal et affecté le 24 avril 1917 à l’escadrille N.112 stationnant en Champagne au terrain de La Noblette.
Fernand Chavannes effectue ses premières missions en chasseur Nieuport avant de passer au SPAD. Promu sergent en juin, il ne remporte aucun succès pendant l’année 1917 où il fait son apprentissage du front et acquiert les bons réflexes de combat. 
Au début de l’année 1918, alors que son escadrille est mutée au terrain de Chaux dans la région de Belfort le 12 janvier, il remporte ses premiers succès. Il commence l’année par une terrible nouvelle : la mort de son père, qui s’éteint le 20 janvier 1918 à l’âge de 52 ans.
Alors que le secteur de Belfort est supposé calme pour les troupes au sol, tel n'est pas le cas pour les aviateurs qui ont en face d’eux les escadrilles allemandes du terrain d’Habsheim. Fernand Chavannes a mis à profit ses huit mois d’expérience au front et remporte son premier succès le 8 février 1918 en abattant un chasseur qui visait l’appareil de son ami Lionel de Marmier. Il remporte d’ailleurs la plupart de ses autres succès en compagnie de ce dernier, à commencer par deux biplaces DFW C.V abattus le 5 mars 1918, suivis de 2 Rumpler C.IV, l’un capturé le 11 et le second abattu le 23 mars.
Promu au grade d’adjudant à la fin du mois, il part avec son escadrille pour l’Oise au GC.16 où les combats sont incessants en riposte aux dernières offensives allemandes. Préférant voler en SPAD S.VII qu’il trouve plus léger que le SPAD S.XIII, il pilote en tant qu’as, un SPAD S.XII canon qu’il utilise en commun avec Marmier. L'avion est décoré de leurs initiales entrelacées, même s’il n’apprécie pas l’appareil qu’il trouve dangereux à réarmer. De nouveau promu, cette fois officier, au grade de sous-lieutenant le 1er juin 1918, il abat un Fokker D.VII le 18 juillet puis un autre le 22 août 1918 qui est capturé dans les lignes françaises. Il est muté juste avant la fin de la guerre à la SPA 176, une nouvelle unité qui n’a pas le temps de combattre avant l’armistice.
Démobilisé en 1919, il reprend aussitôt ses études. Il abandonne son projet d’intégrer l’école Lavoisier pour entrer à l’École supérieure d'aéronautique de Paris, dont il sort en 1921 avec le titre d’ingénieur civil de l’aéronautique, trouvant un emploi d’ingénieur sous contrat au Service technique de l'aéronautique (STAé). Parallèlement à son emploi, il demeure un officier de réserve effectuant régulièrement des périodes d’entraînement volontaire pour maintenir son niveau de pilotage.
En 1922, il entre à la Compagnie franco-roumaine de navigation aérienne dont il devient l’adjoint au directeur à la succursale de San Stefano, près d’Istanbul. Il y reste quatre années, se consacrant à la création d’aéroports civils en territoire étranger (Bucarest, Arad) pour la compagnie qui devient la Compagnie internationale de navigation aérienne (CIDNA) en 1925, l’année où il se marie et fonde une famille de deux enfants.
Il quitte la CIDNA en 1927 pour devenir ingénieur conseil à la Société Gnome et Rhône, s’établissant à Fontenay-aux-Roses. Il devient en 1930 ingénieur conseil à la société française des placements. Il obtient le 14 janvier 1932 le brevet de pilote de transport public n°618 et devient en 1933 directeur de la Fédération française aéronautique.
En 1937, alors que la menace allemande devient une réalité pour tous les observateurs avisés, il se rapproche de l’Armée de l’air et obtient le 15 juillet 1937 l’autorisation de servir en situation d’activité avec son grade de capitaine affecté à la base de Reims où il sert comme adjoint au commandant du 1er groupe de la 4e escadre aérienne. Il est ensuite affecté au Ministère de l’Air le 17 janvier 1938 à la direction des constructions aériennes, puis promu au grade de commandant le 15 décembre 1938. Il pilote généralement des avions estafettes et prend également les commandes du Morane-Saulnier MS.406 à l’entraînement.
Quand éclate la Seconde Guerre mondiale, le commandant Fernand Chavannes est rattaché au bataillon de l’air n°119 puis affecté à l’entrepôt de l’air n°302. Il fait fonction d’adjoint au chef de la section enquête et production du SFA, puis prend la responsabilité d’installer à Nanterre un atelier de réparation d’hélices américaines à pas variable, livrant ainsi plus d’une centaine d’hélices Curtiss réparées aux unités combattantes. Évacuant vers le sud lors de la débâcle, il est affecté le 19 juillet 1940 à l’AIA de Limoges, puis officiellement démobilisé le 1er octobre 1940. Il garde un lien avec l’armée, en signant un contrat civil devenant directeur de l’atelier industriel de l’air à Limoges. Son contrat prend fin le 15 juillet 1941. Il se retrouve alors sans emploi et sans perspectives d’embauches dans la France de Vichy où les situations dans l’industrie aéronautique sont des plus limitées, sauf à travailler pour le compte de l’Allemagne, ce qu'il se refuse à faire.
Il accepte un emploi dans la sécurité civile du gouvernement de Vichy, et plus précisément dans les groupes mobiles de réserve (GMR), les ancêtres des CRS, chargées du maintien de l’ordre. Avec ses antécédents militaires, il accède à la fonction de commandant régional de GMR. Un poste qui le conduit en 1943 et en 1944 à participer à la chasse aux maquisards lancée par le gouvernement de Vichy, dans laquelle il se conduit avec un manque évident de zèle[réf. nécessaire].
À la Libération, alors domicilié à Montpellier, il est accusé du crime d’indignité nationale, précisément, d’avoir sciemment fait brûler une grange contenant des explosifs entreposés par la Résistance. La justice militaire enquête et se déssaisit du dossier au profit de la cour de justice civile de Montpellier. Le 17 octobre 1946, un jury populaire de six personnes l’acquitte du crime d’indignité nationale et il ressort sans condamnation du tribunal.
L’affaire laisse des traces dans l’Armée de l’air qui épure ses cadres. S’étant porté volontaire le 18 octobre 1944 pour reprendre une place dans l’active et pour y servir au Service de fabrication de l’aéronautique en arguant de sa parfaite connaissance de la langue anglaise, sa demande, durant l'affaire judiciaire, est refusée. Il demeure cadre de réserve, sans avancement.
Sa situation évolue après son acquittement en 1946 puisqu’il est promu au grade de lieutenant-colonel le 1er juillet 1951. Il trouve entre-temps en 1947 un emploi de délégué de l’Office national d'études et de recherches aérospatiales (Onera) en zone française d’occupation de l’Allemagne. Quittant la réserve de l’Armée de l’air le 10 septembre 1958 en raison de la limite d’âge, il s’éteint à Châtenay-Malabry (Hauts-de-Seine) le 5 octobre 1985.

## Famille

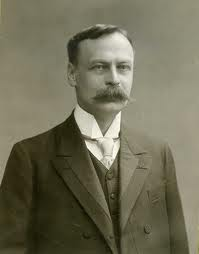
Édouard Chavannes.

Il était le fils de l'archéologue et sinologue Édouard Chavannes et d'Alice Dor.
L'une de ses sœurs, Isabelle Chavannes, a suivi les cours de Marie Curie et est devenue ingénieur chimiste.
Son fils, Gilbert Chavannes, a poursuivi aussi une carrière dans l'armée, a été promu général et est à la retraite.
Sa fille, Claire Chavannes, a eu un fils avec l'alpiniste Bernard Langevin : le mathématicien Rémi Langevin.

## Distinctions
- Chevalier de la Légion d'honneur[8]
- Médaille militaire[8]
- Croix de guerre 1914-1918 avec 7 palmes et une étoile[8]